# Ancistrini
Ancistrini – klad w randze plemienia sumokształtnych ryb z rodziny zbrojnikowatych (Loricariidae) w obrębie podrodziny Hypostominae. Obejmuje gatunki, charakteryzujące się obecnością przerośniętych i ruchliwych odontod policzkowych.

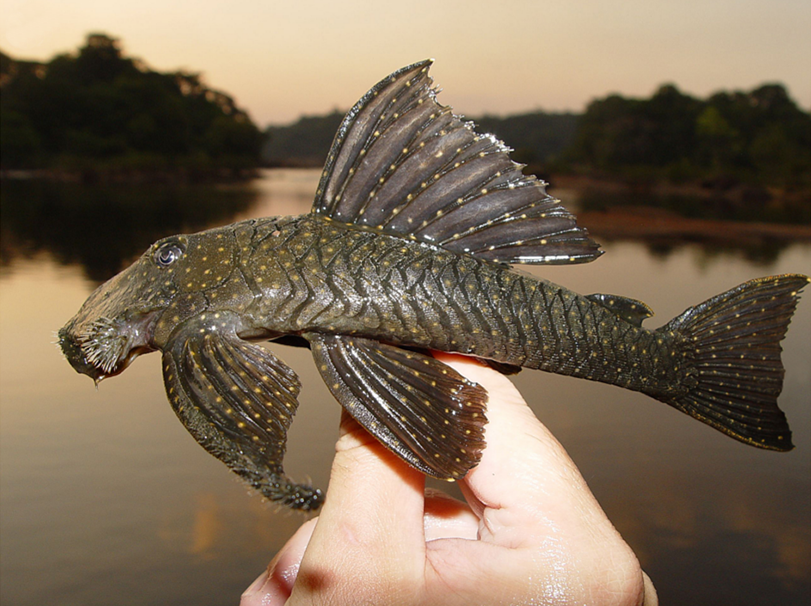
Guyanancistus niger

## Zasięg występowania
Zasięg występowania przedstawicieli tego kladu obejmuje większość strefy tropikalnej Ameryki Południowej oraz Panamę.

## Taksonomia
Takson Ancistri został zaproponowany przez Rudolfa Knera w 1853. W 1980 Isaäc Isbrücker podniósł go do rangi podrodziny Ancistrinae, jednej z sześciu podrodzin, na które podzielił zbrojnikowate. Dalsze badania wykazały, że jedna z tych podrodzin (Hypostominae) jest taksonem parafiletycznym, jeśli Ancistrinae będzie uznawana w tej samej randze. W 2004 Jonathan Armbruster włączył Ancistrinae do Hypostominae w randze plemienia Ancistrini. Większość autorów zaakceptowała tę propozycję, choć jeszcze do 2016 nazwa Ancistrinae pojawiała się w literaturze. Skład rodzajowy Ancistrini sensu Armbruster, 2004, oparty głównie na analizach morfologicznych, uległ wielu zmianom po rewizji taksonomicznej Lujana i współpracowników, opartej na badaniach molekularnych. 

## Klasyfikacja
Rodzaje zaliczane do Ancistrini:
- Ancistrus
- Corymbophanes
- Cryptancistrus
- Dekeyseria
- Guyanancistrus
- Hopliancistrus
- Lithoxancistrus
- Lasiancistrus
- Neblinichthys
- Paulasquama
- Pseudolithoxus
- Soromonichthys

Typem nomenklatorycznym jest Ancistrus.